# Colon-Hydro-Therapie
Die Colon-Hydro-Therapie (CHT) ist eine Form der Darmspülung (Einlauf), deren Wirksamkeit gegen Krankheiten empirisch nicht belegbar ist.

## Entwicklung
Einläufe gehörten schon im Mittelalter zu den wichtigsten Heilmaßnahmen bei verschiedenen Erkrankungen und Unwohlsein, als Teil der ausleitenden Verfahren. Der Körper sollte nach den damaligen Vorstellungen so von Unreinheiten und "schlechten Säften" befreit werden; heute wird oft der Begriff „Schlacken“ postuliert.
Die Colon-Hydro-Therapie stellt eine Weiterentwicklung der sogenannten subaqualen Darmbäder dar, die um 1912 von Anton Brosch entwickelt wurden. Anton Brosch war Prosektor am Wiener Garnisonsspital und forschte über die möglichen Zusammenhänge von Darmrückständen und verschiedenen Todesursachen. Er fand Zusammenhänge zwischen Fehlernährung und Obstipation sowie Fehlernährung und anderen Erkrankungen. Bis 1950 wurden über 500.000 Spülungen durchgeführt und die meisten deutschen Universitäten verfügten über ein sogenanntes Sudabad. Die Lizenz zum Bau dieses Gerätes wurde nach Amerika verkauft und Ray Dotolo entwickelte dort in den frühen 1980er Jahren ein Einmalspekulum sowie ein modernes Wandgerät, das heutigen Hygieneanforderungen entspricht.

## Die Methode
Bei der Behandlung werden etwa zehn Liter Wasser ohne Druck in den Dickdarm geleitet, wobei die Temperatur abwechselnd 21 und 41 Grad Celsius beträgt. Dieser Temperaturwechsel soll sich positiv auf die Darmtätigkeit auswirken. Währenddessen wird die Bauchdecke leicht massiert, was ebenfalls die Peristaltik fördern soll. Mit Hilfe der Darmspülung soll der Darm vollständig entleert und vor allem von älteren Kotresten gereinigt werden. Außerdem sollen schädliche Bakterien und Hefepilze ausgespült werden. Nach der Reinigung wird dem Wasser reiner Sauerstoff zugesetzt. Einige Therapeuten setzen dem Spülwasser auch Substanzen wie Kaffee, Milch oder Essig zu, was die Wirkung verstärken soll. Eine Behandlung dauert rund eine Stunde. Die Therapie umfasst eine Serie von Darmspülungen mit bis zu 15 Terminen. Die Kosten werden von den gesetzlichen Krankenkassen nicht übernommen.
Die Befürworter der Colon-Hydro-Therapie gehen davon aus, dass die Methode zur „Entgiftung“ im alternativmedizinischen Sinne der „Entschlackung“ dient und den Stoffwechsel ankurbelt. Außerdem soll die Verdauung bei Verstopfung langfristig verbessert werden. Eine träge Verdauung führt nach dieser Theorie zu einer schleichenden Vergiftung des Organismus durch Fäulnisstoffe. Auch Bakterien und Pilze im Darm könnten zahlreiche Krankheiten verursachen.

## Indikationen und Kontraindikationen
Die häufigste Indikation ist die Verstopfung. Daneben halten einige Therapeuten die Methode auch bei Infektionen, Mykose, Rheuma, Neurodermitis, Akne, Migräne, Allergien, Hautproblemen, Blähungen und Depressionen oder auch zur Entgiftung oder „Entschlackung“ für erfolgversprechend. Mit dieser Methode sollen sich teilweise erstaunliche Verbesserungen und Heilungen bei chronischen Leiden erzielen lassen. Kontraindikationen sind Darmoperationen, Herzinfarkt, Angina Pectoris und eine Schwangerschaft.

## Risiken
Die Colon-Hydro-Therapie kann die Balance zwischen Bakterien im Darm stören. Zudem kann es die natürliche Fähigkeit des Darms, sich von totem Zellmaterial zu befreien, stören. Weiter können Darmspülungen das Risiko für ernsthafte Komplikationen wie Störungen des Elektrolythaushalts und Infektionen bergen. Bei falscher Anwendung kann die Darmwand verletzt werden, es kann zu Bauchkrämpfen und Darmblutungen kommen.
Eine Darmspülung kann den Kreislauf belasten, so dass es bei Menschen mit schwachem Kreislauf im Extremfall zu Herz- oder Nierenversagen kommen kann.

## Kritik
- Wissenschaftlich nachgewiesen ist bei dieser Methode bislang nur die Darmentleerung. Für die Beeinflussung von Krankheiten fehlen wissenschaftlich anerkannte Belege.[1]
- Rückvergiftungen des Körpers durch Darmrückstände sind auch bei hartnäckiger chronischer Verstopfung medizinisch bislang in keinem Fall festgestellt worden.
- Die Darmflora regeneriert sich immer wieder selbst. Zusätze im Spülwasser können vorübergehend die Darmflora stören, so dass eigentlich das Gegenteil des gewünschten Effekts eintritt. Einige Mediziner erachten regelmäßige Darmspülungen generell als schädlich für die Darmflora.
- Es ist nicht nachgewiesen, dass sich mit Darmspülungen die Darmmuskulatur trainieren lässt.
- Wegen der Hinweise auf erhebliche Schäden bewertet der IGeL-Monitor des Medizinischen Dienstes Bund die Colon-Hydro-Therapie als „negativ“. Risiken seien laut systematischer Literaturanalyse selten, aber gravierend. Auftreten könnten Blutungen im Darm, Infektionen durch unsaubere Geräte, Darmperforationen oder eine Störung des Elektrolyte-Haushalts. Zum Nutzen seien dagegen aufgrund mangelnder Studien bzw. vorhandener Studien mit methodischen Mängeln keine Aussagen möglich.[9]